# دروازه (فیلم ۲۰۲۱)
دروازه یا مسیر (به انگلیسی: The Gateway) فیلمی محصول سال ۲۰۲۱ و به کارگردانی مایکل سیوتا است. در این فیلم بازیگرانی همچون شیا ویگهام، الیویا مان، زاک آوری، تارین منینگ، مارک بون جونیور، کیث دیوید، فرانک گریلو و بروس درن ایفای نقش کرده‌اند.